# 斯特里蒙湾

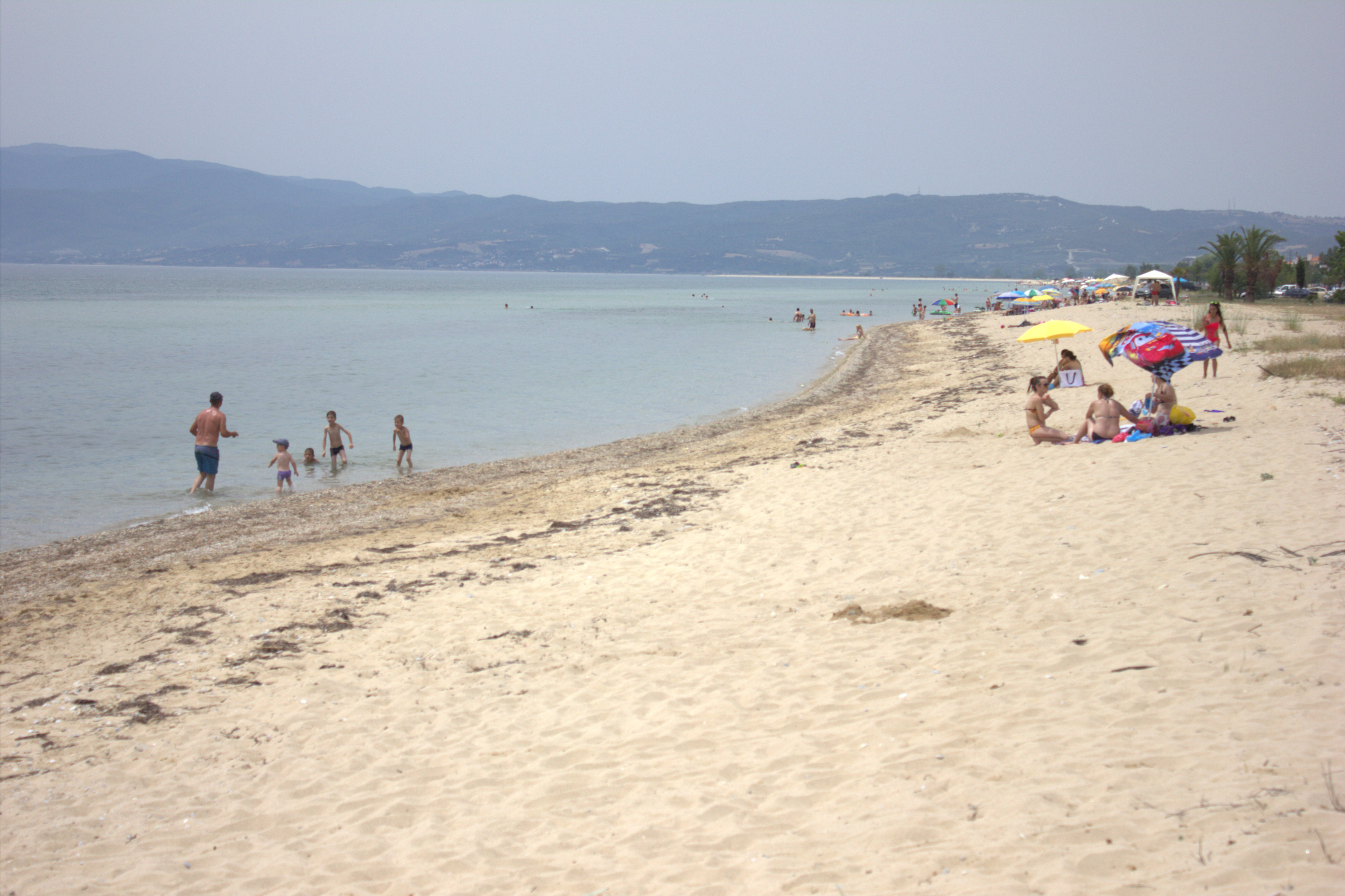
斯特里蒙湾

斯特里蒙湾（希臘語：Στρυμονικός Κόλπος）是希腊爱琴海一部色雷斯海的一个海湾，位于哈尔基季基半岛以东，塞雷专区以南。斯特里蒙河注入该湾。周边城镇有阿姆菲波利斯。